# Panellus
Panellus es un género de cerca de 55 especies de Fungi (hongo) de la familia de los Mycenaceae.

## Especies
- Panellus acerosus
- Panellus albifavolus
- Panellus alutaceus
- Panellus ambiguus
- Panellus aureofactus
- Panellus bambusarum
- Panellus bambusifavolus
- Panellus belangeri
- Panellus brunneomaculatus
- Panellus crawfordii
- Panellus dichotomus
- Panellus diversipes
- Panellus exiguus
- Panellus fuscatus
- Panellus glutinosus
- Panellus hispidifavolus
- Panellus intermedius
- Panellus ligulatus
- Panellus luminescens
- Panellus magnus
- Panellus megalosporus
- Panellus melleo-ochraceus
- Panellus microsporus
- Panellus minimus
- Panellus mitis
- Panellus niger
- Panellus parvulus
- Panellus pauciporus
- Panellus pendens
- Panellus pusillus
- Panellus pyruliferus
- Panellus ringens
- Panellus serotinus
- Panellus stipticus
- Panellus sublamelliformis
- Panellus sublevatus
- Panellus violaceofulvens